# Haije Kramer
Pour les articles homonymes, voir Kramer.
Haije Kramer est un joueur d'échecs néerlandais né le 24 novembre 1917 à Leeuwarden et mort le 11 juillet 2004. Maître international à partir de 1954, il a terminé trois fois troisième du tournoi international de Beverwijk (en 1946, 1951 et 1953).
Il reçut le titre de grand maître international d'échecs par correspondance en 1984.

## Compétitions par équipe
Kramer a représenté les Pays-Bas lors de sept olympiades de 1950 à 1962, représentant la médaille de bronze individuelle à l'échiquier de réserve en 1958.
En 1953 et 1955, il remporta la Coupe Clare Benedict par équipe.
Dans les années 1960, il participa au Championnat d'Europe d'échecs des nations de 1965 au septième échiquier des Pays-Bas.

## Publication
Haije Kramer est co-auteur avec Max Euwe de :
- (nl) Losbladige Schaakberichten and Het middenspel, 1952 (Le milieu de partie).